# Хоминці (Роменський район)
Хоми́нці — село в Україні, в Сумській області, Роменському районі. Населення становить 531 особа. Входить до складу Андріяшівської сільської громади. До 2020 орган місцевого самоврядування — Хоминцівська сільська рада.

## Географія
Село Хоминці розташовані на березі річки Локня, вище за течією на відстані 2.5 км розташоване село Дубина, нижче за течією на відстані 2.5 км — село Заруднівка (знято з обліку в 2007 році).
До районного центру — міста Ромни (Ромен) 25 кілометрів.
До кінця 40-х років ХХ ст. воно входило до складу Глинського району, ліквідованого у зв'язку з післявоєнною адміністративною реформою. Характерною особливістю Хоминець, як і більшості сіл колишнього Глинського району і самого Глинська, був поганий зв'язок між окремими селами, сполученими між собою лише польовими дорогами. Це зумовлювалось, особливостями місцевості цього району — села розташовувались переважно в ярах і долинах, оточених горбами і частково заболоченими, трудно проїзними низинами. По цій місцевості проходила лише одна шосейна дорога, що сполучала Ромни з містами південної Полтавщини. Хоминці розташовані в широкій долині якою протікає річка Локня, що тільки весною і в час осінніх дощів, іноді виходила з берегів, а в літню пору настільки висихала, що батьки не боялися відпускати своїх дітей купатися в ній і ловити рибу — карасів і бобрів.

## Історія
Село Хоминці в козацькі часи відносилось не до Слобожанщини, а до Глинської сотні Гадяцького полку Гетьманщини.
В 60-х роках ХІХ ст., з ліквідацією кріпацтва, козаки, що зберегли свою приналежність до козацького стану, і ті, що стали кріпаками і тепер звільнялися, урівнювалися у своїх правах і об'єднувались в єдину громаду. В другій половині ХІХ ст. ця громада досягла певних успіхів у своєму економічному і культурному розвитку. Саме в цей час в селі були збудовані гарно оздоблена церква і церковно-приходська трикласна школа. При церкві діяв організований з місцевих селян хор, що не обмежувався тільки церковним співом. Правда, наслідком цих досягнень сільської громади було певне прискорення русифікації селян, чого і добивалася місцева влада, зокрема так звані земства, створювані за декретом центральної влади. Політика русифікації з часом зустрічала зростаючий опір селянства, особливо української сільської інтелігенції.

### Радянський період

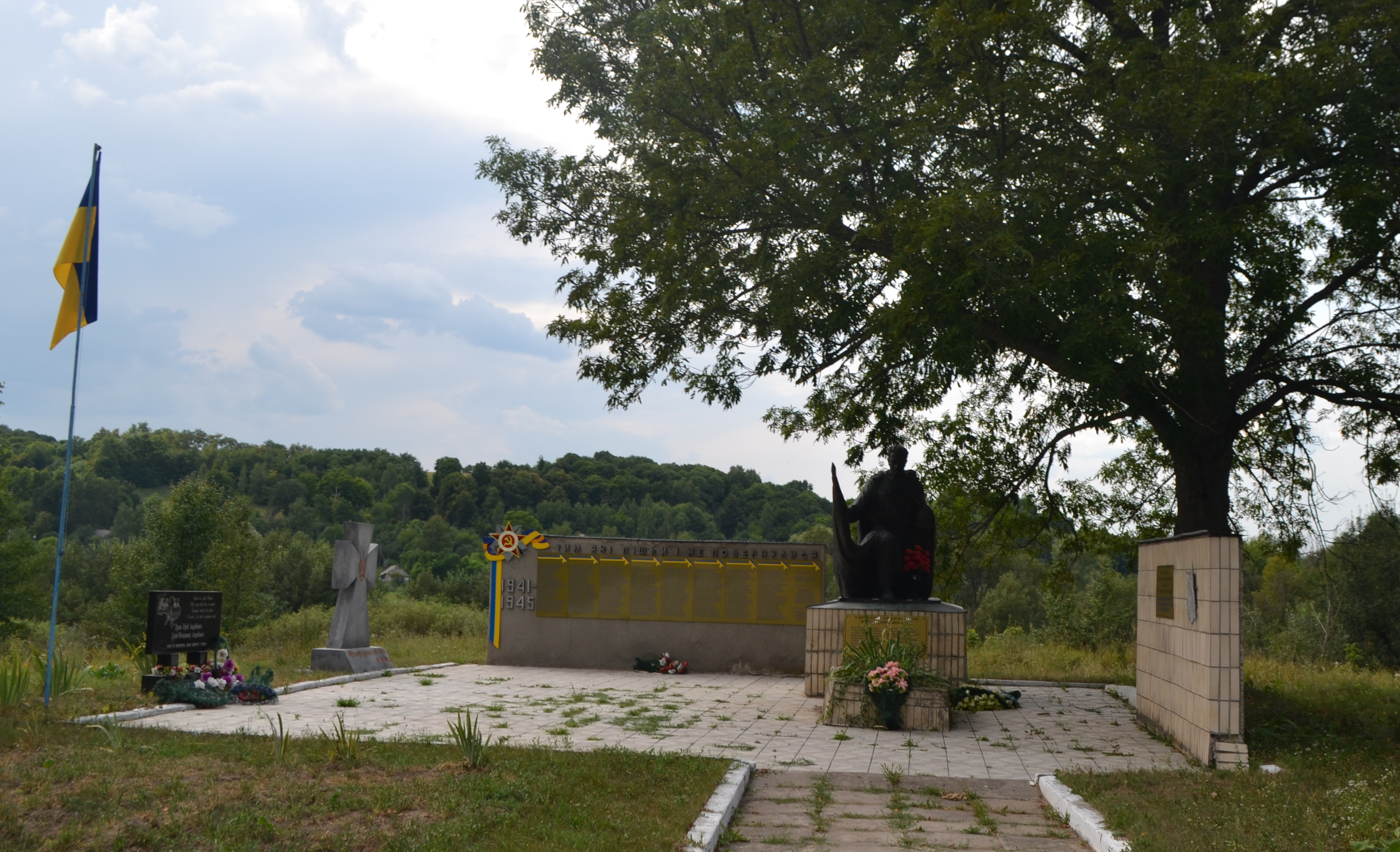
Братська могила в Хоминцях Роменського району

Після Жовтневого перевороту збудований прекрасний клуб із залом на 450 місць. У 1918 р. було відкрите поштове відділення. На час складання цього нарису жителями села виписувалося 870 примірників газет, 326 примірників журналів. Всього підпискою охоплено 400 дворів. В 1931 р. початкова школа була реорганізована в семирічну політехнічну школу, а в 1960 р. реорганізована у восьмирічну загальноосвітню політехнічну школу. В даний час всі діти охоплені навчанням.
До 1929 р. тільки десята частина населення була письменна, а тому з 1 вересня 1929 р. почалася боротьба за повну ліквідацію неписьменності серед населення. В даний час немає в селі жодної неписьменної людини.
До Жовтневого перевороту зовсім не було бібліотеки, тепер працює бібліотека, в якій налічується понад 6500 різних книг. З 1922 р. працює медпункт. З 1950 р. працює ветеринарний пункт.
До 1917 р. торгівля в селі була в руках приватників. Після Жовтневого перевороту приватна торгівля була ліквідована і перейшла до рук сільського споживчого товариства.
На території села з 1960 р. працював цегельний завод з випуском продукції 1.400.000 штук цегли на рік. У 1959 р. радіофіковано село. У 1960 р. електрифіковано село (не повністю). В колгоспі працювали дитячі ясла. Колгосп у селі був організований в 1930 р. під назвою «Трудова нива». В 1935 р. був поділений на три колгоспи:
1. «Трудова нива»
2. «Вільний шлях»
3. «Трудовий степ».

Пізніше колгосп отримав назву «імені Ілліча»
Залишила свій слід в людській пам'яті і Німецько-радянська війна, на фронтах якої боролися з ворогом 318 жителів села Хоминець, 61 з них за мужність і відвагу нагороджені орденами і медалями СРСР, 240 віддали життя за свободу і незалежність Батьківщини.
05 лютого 1965 року Указом Президії Верховної Ради Української РСР передано Волошнівську, Новогребельську, Хоминцівську та Ярошівську сільради Срібнянського району Чернігівської області — до складу Роменського району Сумської області.

## Політика

### Парламентські вибори, 2019
На позачергових парламентських виборах 2019 року у селі функціонувала окрема виборча дільниця № 590540, розташована у приміщенні будинку культури.
Результати
- зареєстровано 273 виборці, явка 63,37 %, найбільше голосів віддано за «Слугу народу» — 43,60 %, за Радикальну партію Олега Ляшка — 20,93 %, за Всеукраїнське об'єднання «Батьківщина» — 12,21 %[2]. В одномандатному окрузі найбільше голосів отримав Максим Гузенко (Слуга народу) — 29,82 %, за Ігоря Шкурата (самовисування) — 29,24 %, за Віктора Ладуху (Всеукраїнське об'єднання «Батьківщина») — 13,45 %[3].

## Економіка
- ТОВ «Урожайна Країна».

## Демографія
- 1786 рік — дворів − 129. Мешканців— 659.
- 1862 рік — дворів — 327. Мешканців— 2 597.
- 1895 рік — 4.079 мешканців.
- 1900 рік — 3 205 мешканців.
- 1903 рік — 4 000 мешканців.
- 1912 рік — 3 117 мешканців.
- 1983 рік — 1 100 мешканців.
- 2001 рік — 531 мешканець.
- 2012 рік — 184 двори, 398 мешканців.

## Соціальна сфера
- Школа.
- Будинок культури.

## Відомі люди
- Дудка Володимир Андрійович (1985—2014) — молодший сержант Збройних сил України, загинув 3 вересня 2014-го під обстрілом проросійських терористів з РСЗВ «Смерч»[4].
- Дудка Юрій Андрійович (1980—2014) — солдат Збройних сил України, загинув 29 серпня 2014-го у боях за Іловайськ[4].